# Веслування на байдарках і каное на Європейських іграх 2023 — каное-двійки, 500 метрів (чоловіки)
Змагання з веслування на каное-двійках на дистанції 500 м серед чоловіків на Європейських іграх 2023 відбулися 21 - 22 червня 2023 року. Участь взяли 28 спортсменів з 14 країн.

## Призери
| Золото                                | Срібло                                 | Бронза                                    |
| Італія Габріеле Казадеї Карло Таккіні | Іспанія Кайетано Гарсія Пабло Мартінес | Польща Александр Кітевський Норман Зезула |

## Розклад
| Заїзд    | Дата      | Час   |
| -------- | --------- | ----- |
| Заїзд 1  | 21 червня | 10:54 |
| Заїзд 2  | 21 червня | 11:01 |
| Півфінал | 21 червня | 17:00 |
| Фінал    | 22 червня | 15:16 |

## Результати

### Заїзди
Перші три човни виходять до фіналу, решта - потрапляють до півфіналу. 
| Місце | Доріжка | Каноїст                             | Країна     | Час      | Примітки |
| ----- | ------- | ----------------------------------- | ---------- | -------- | -------- |
| 1     | 4       | Габріеле Казадеї Карло Таккіні      | Італія     | 1:40.380 | F        |
| 2     | 5       | Кайетано Гарсія Пабло Мартінес      | Іспанія    | 1:40.427 | F        |
| 3     | 7       | Генрікас Жюстаутас Вадим Коробов    | Литва      | 1:41.160 | F        |
| 4     | 6       | Йонатан Хайду Адам Фекете           | Угорщина   | 1:41.313 | SF       |
| 5     | 3       | Віталій Вергелес Андрій Рибачок     | Україна    | 1:44.244 | SF       |
| 6     | 8       | Бруно Альфонсо Марко Апура          | Португалія | 1:46.504 | SF       |
| 7     | 2       | Джая Габедава Малхаз Тчінтчарашвілі | Грузія     | 1:51.854 | SF       |

| Місце | Доріжка | Каноїст                                 | Країна          | Час      | Примітки |
| ----- | ------- | --------------------------------------- | --------------- | -------- | -------- |
| 1     | 8       | Петр Фукса Мартін Фукса                 | Чехія           | 1:40.971 | F        |
| 2     | 5       | Александр Кітевський Норман Зезула      | Польща          | 1:41.094 | F        |
| 3     | 4       | Петер Кречмер Тім Гекер                 | Німеччина       | 1:41.861 | F        |
| 4     | 3       | Лоїк Леонард Адрієн Бар                 | Франція         | 1:44.735 | SF       |
| 5     | 6       | Олег Тарновський Міхай Чігая            | Молдова         | 1:45.455 | SF       |
| 6     | 2       | Бенджамін Алексан Філіпс Джонатан Джонс | Велика Британія | 1:46.504 | SF       |
| 7     | 7       | Едуард Стричек Петер Кізек              | Словаччина      | 1:46.741 | SF       |

### Півфінал[3]
Перші три човни виходять до фіналу, решта - завершують змагання. 
| Місце | Доріжка | Каноїст                                 | Країна          | Час      | Примітки |
| ----- | ------- | --------------------------------------- | --------------- | -------- | -------- |
| 1     | 5       | Йонатан Хайду Адам Фекете               | Угорщина        | 1:43.273 | F        |
| 2     | 3       | Олег Тарновський Міхай Чігая            | Молдова         | 1:44.067 | F        |
| 3     | 6       | Віталій Вергелес Андрій Рибачок         | Україна         | 1:44.300 | F        |
| 4     | 4       | Лоїк Леонард Адрієн Бар                 | Франція         | 1:44.433 | x        |
| 5     | 1       | Едуард Стричек Петер Кізек              | Словаччина      | 1:46.667 | x        |
| 6     | 2       | Бруно Альфонсо Марко Апура              | Португалія      | 1:47.100 | x        |
| 7     | 7       | Бенджамін Алексан Філіпс Джонатан Джонс | Велика Британія | 1:48.454 | x        |
| 8     | 8       | Джая Габедава Малхаз Тчінтчарашвілі     | Грузія          | 1:53.607 | x        |

### Фінал[4]
| Місце | Доріжка | Каноїст                            | Країна    | Час      | Примітки |
| ----- | ------- | ---------------------------------- | --------- | -------- | -------- |
| 1     | 5       | Габріеле Казадеї Карло Таккіні     | Італія    | 1:40.168 |          |
| 2     | 3       | Кайетано Гарсія Пабло Мартінес     | Іспанія   | 1:40.513 |          |
| 3     | 6       | Александр Кітевський Норман Зезула | Польща    | 1:40.553 |          |
| 4     | 8       | Йонатан Хайду Адам Фекете          | Угорщина  | 1:40.728 |          |
| 5     | 4       | Петр Фукса Мартін Фукса            | Чехія     | 1:40.943 |          |
| 6     | 2       | Петер Кречмер Тім Гекер            | Німеччина | 1:41.228 |          |
| 7     | 7       | Генрікас Жюстаутас Вадим Коробов   | Литва     | 1:41.573 |          |
| 8     | 9       | Віталій Вергелес Андрій Рибачок    | Україна   | 1:41.903 |          |
| 9     | 1       | Олег Тарновський Міхай Чігая       | Молдова   | 1:43.833 |          |